# Joseph Crockett Shaffer
Joseph Crockett Shaffer (* 19. Januar 1880 bei Wytheville, Wythe County, Virginia; † 19. Oktober 1958 in Abingdon, Virginia) war ein US-amerikanischer Jurist und Politiker. Zwischen 1929 und 1931 vertrat er den Bundesstaat Virginia im US-Repräsentantenhaus.

## Werdegang
Joseph Shaffer besuchte die öffentlichen Schulen seiner Heimat sowie das Plummer College, das er im Jahr 1902 absolvierte. Nach einem anschließenden Jurastudium an der University of Virginia in Charlottesville und seiner 1904 erfolgten Zulassung als Rechtsanwalt begann er in Wytheville in diesem Beruf zu arbeiten. Zwischen 1908 und 1912 fungierte er als Staatsanwalt im Wythe County. Von 1920 bis 1924 war er stellvertretender und danach bis 1929 eigentlicher Bundesstaatsanwalt für den westlichen Teil von Virginia. Gleichzeitig schlug er als Mitglied der Republikanischen Partei eine politische Laufbahn ein.
Bei den Kongresswahlen des Jahres 1928 wurde Shaffer im neunten Wahlbezirk von Virginia in das US-Repräsentantenhaus in Washington, D.C. gewählt, wo er am 4. März 1929 die Nachfolge von George C. Peery antrat. Da er im Jahr 1930 nicht bestätigt wurde, konnte er bis zum 3. März 1931 nur eine Legislaturperiode im Kongress absolvieren. Diese war von den Ereignissen der Weltwirtschaftskrise geprägt.
Nach dem Ende seiner Zeit im US-Repräsentantenhaus praktizierte Joseph Shaffer wieder als Anwalt. In den Jahren 1931 und 1932 war er als Nachfolger seines Nachfolgers John Paul auch noch einmal Bundesstaatsanwalt. Außerdem wurde er im Bankgeschäft tätig. Im Juni 1940 nahm er als Delegierter an der Republican National Convention in Philadelphia teil. Er starb am 19. Oktober 1958 in Abingdon.